# Anna Bernat (poetka)
Anna Bernat (ur. 3 grudnia 1946 w Szczecinie) – polska poetka, autorka tekstów piosenek i tłumaczka. Odznaczona Orderem Uśmiechu.

## Życiorys
Ukończyła Pomaturalną Państwową Szkołę Techniczną, uzyskując zawód „chemik laborant”, w którym pracowała do 1978 roku.
Jako poetka zadebiutowała w roku 1970 w konkursie Forum Poetów Hybrydy. Zdobyła w nim wyróżnienie. W 1971 roku nastąpił jej debiut radiowy. Była to audycja poetycka Dałam ci dziewczynę.
W kolejnym roku (1972) zaczęła pisać teksty piosenek, początkowo dla Andrzeja Dąbrowskiego i Teresy Tutinas. Później utwory z jej tekstami śpiewali również: Danuta Błażejczyk, Renata Danel, Kapela Warszawska, Waldemar Kocoń, Jolanta Kubicka, Ewa Kuklińska, Krystyna Prońko, Łucja Prus, Sława Przybylska, Irena Santor, Lidia Stanisławska. Pisała także teksty dla zespołów dziecięcych (m.in. dla Zespołu Wokalnego Tęcza i grupy Chochliki).
Współpracowała m.in. z takimi kompozytorami, jak: Leszek Bogdanowicz, Zbigniew Ciechan, Renata Danel, Andrzej Dąbrowski, Barbara Kolago, Jerzy Milian, Edward Pałłasz, Jerzy Wasowski.
Jest też autorką tekstów kolęd i pastorałek. Należy do Stowarzyszenia Pisarzy Polskich (Oddział Warszawski). Jest współscenarzystką i współautorką dialogów serialu Klan oraz autorką i scenarzystką programów: Domisie, Ala i As.

## Twórczość

### Zbiory poezji
- Biała wyspa
- 1984 Niepokoje starej nocy (Warszawa, Iskry, ISBN 83-207-0693-9)
- 1986 Liściasty modlitewnik (reedycja 1991)

### Poematy
- Niewidomi
- Gdy wszyscy wniebowzięci
- Wigilijną nocą (później jako słuchowisko poetyckie w Polskim Radiu)

### Inne
- libretta:
  - Bezdomna jaskółka (francuska opera, muz. S. Laks)
  - W pustyni i w puszczy (musical według Henryka Sienkiewicza, muz. Marek Sart)
  - 2006 Zaczarowany krawiec (współautorka z Szymonem Szurmiejem, muz. Stanisław Wielanek)
- teksty piosenek dla dzieci (zamieszczane w podręcznikach wychowania muzycznego oraz w czasopismach „Radio Szkole” i „Wychowanie Muzyczne w Szkole”)
- słuchowisko Działo się w listopadzie

### Wybrane piosenki
- A radości będzie tyle (muzyka Edward Pałłasz)
- Chodźmy na spacer (muzyka Barbara Kolago)
- Jest takie szczęście (muzyka Leszek Bogdanowicz)
- Kobieta ćma (muzyka Krystyna Kwiatkowska-Marczyk)
- Nauczyłeś mnie radości (muzyka Wanda Żukowska)
- Nie wyjeżdżaj, kochany, beze mnie (muzyka Renata Danel)
- Przyjedź do nas Mikołaju (muzyka Zbigniew Ciechan)
- Śmiechu warte, a nie łez (muzyka Jerzy Milian)
- Tęcza cza, cza, cza (muzyka Aleksander Pałac)
- Tu dobrze mi (muzyka K. Kwiatkowska-Marczyk)
- Zapraszamy do śpiewania (muzyka Zbigniew Ciechan)
- Zimowa miłość (muzyka Jerzy Milian i Andrzej Dąbrowski)
- Znaki drogowe (muzyka Jerzy Wasowski)

## Nagrody i wyróżnienia
- 1969 – wyróżnienie za debiut w konkursie Forum Poetów Hybrydy
- 1971 – wyróżnienie w Łódzkiej Wiośnie Poetów
- 1973 – III nagroda w konkursie Polskiego Radia i miesięcznika „Poezja” za poemat Niewidomi
- 1973 – wyróżnienie w Łódzkiej Wiośnie Poetów
- 1975 – wyróżnienie w Łódzkiej Wiośnie Poetów
- 1975 – wyróżnienie w V Warszawskiej Jesieni Poezji za poemat Gdy wszyscy wniebowzięci
- 1975 – I nagroda w konkursie Polskiego Radia i Telewizji za piosenkę A radości będzie tyle
- 1976 – III nagroda w konkursie Polskiego Radia i Telewizji za piosenkę Tu dobrze mi
- 1977 – wyróżnienia na Poznańskiej Wiośnie Estradowej za piosenkę Śmiechu warte, a nie łez
- 1990 – wyróżnienie w konkursie Programu III Polskiego Radia i Ministerstwa Kultury i Sztuki za słuchowisko Działo się w listopadzie
- 2013 – nagroda ZAiKS-u za twórczość dla dzieci[1]
- 2018 – Order Uśmiechu[2]